# Gesseln
Gesseln ist eine Bauerschaft im Paderborner Stadtteil Elsen. Sie wurde erstmals in einer Urkunde aus dem Jahre 1209 als 'Gestelen' erwähnt.
In Gesseln besteht der Schützenverein Gesseln 1906 und der 1949 gegründete Brieftaubenverein „Eilbote Gesseln“. Der Schützenverein veranstaltet im Jahr mehrere Feste, darunter das Familienfest, das Vogelschießen zu Pfingsten und das jährliche Schützenfest am dritten Juliwochenende.
Am 30. August 2009 fand die Jubiläumsfeier zum 800-jährigen Bestehen von Gesseln statt.
Koordinaten: 51° 44′ 14,3″ N, 8° 39′ 41,1″ O